# Émile Gaucher
 (février 2017).
 (février 2017).
- Si vous ne connaissez pas le sujet, laissez ce bandeau (vous pouvez alors contacter les auteurs).
- Si vous supprimez le contenu mis en cause (vous pouvez préalablement contacter les auteurs),

argumentez précisément cette suppression dans la page de discussion
(un manque de référence n'est pas un argument ; une recherche réelle de référence doit avoir été effectuée, être formellement documentée).
Émile-Arthur Gaucher, né à Blois le 3 février 1858 et mort à Challans le 21 mai 1909, est un sculpteur français.

## Biographie
Troisième enfant d’une fratrie de cinq, Émile Gaucher est le fils de Marthe Honorine Bonny et Ferdinand-Louis Gaucher, un pêcheur en Loire qui travailla ensuite pour un négociant en bois à Blois puis à Nantes.
Émile Gaucher fait ses études à Nantes à la pension Notre-Dame (dénommée en 1875 Institution Livet), où il est inscrit dès 1867. Il gagne ensuite sa vie comme ouvrier tailleur de pierres tout en étant apprenti dans un atelier d’architecte.
En 1877, pensionné à la fois par la Ville de Blois et par la Ville de Nantes, Émile Gaucher entre à l’École des arts décoratifs à Paris. L'année suivante, il est admis à l’École des beaux-arts de Paris où il a pour maître Jules Cavelier. En 1884, après son service militaire à Versailles, il retourne à Nantes et travaille dans différents ateliers, répondant à des commandes de personnalités ou d’institutions locales.
En 1886, il épouse Berthe Boutroue, née à La Nouvelle Orléans de parents français et cousine germaine du polyglotte, explorateur et journaliste Alexandre Boutroue.
En 1892, il ouvre son atelier au 13, rue Fouré à Nantes. L'année suivante, il est nommé professeur à l'école de dessin puis, en 1904, chef de l’atelier de sculpture de l’école régionale des beaux-arts de Nantes.

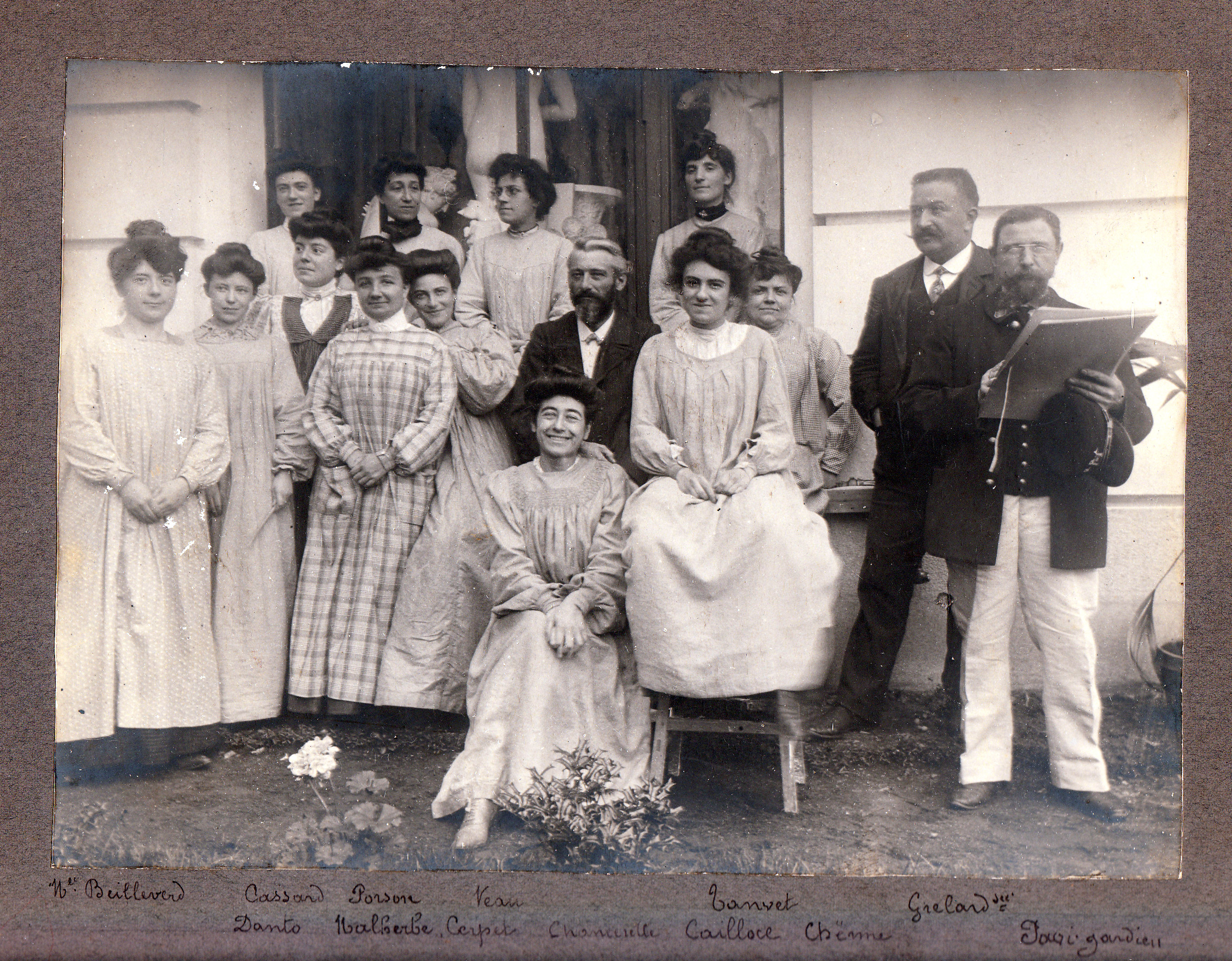
Émile Gaucher au centre parmi ses élèves. Collection privée non sourcée.

Émile Gaucher mène une vie modeste, entourée de sa famille et de ses amis, à Nantes et au Croisic où il s’est fait construire un petit pavillon. Membre de la Société des artistes français, il envoie régulièrement de 1894 à 1907 certaines de ses œuvres au Salon de cette institution. Il reste cependant à Nantes où il participe à la vie artistique de la ville. 
Il fut membre du Clou (1884-1912), une société fondée en 1884 par l'architecte Georges Lafont qui réunissait artistes et notables nantais. Le Clou est un révélateur exceptionnel des influents acteurs de la vie nantaise sur plus de deux décennies. C'est un autre « cloutier », le journaliste Maurice Schwob, directeur du Phare de la Loire, qui proposera à la ville de Nantes d'offrir au président Félix Faure une de ses œuvres, La Loire navigable. 
Émile Gaucher fut aussi un des fondateurs de la Société des artistes nantais devenue, en 1902, la Société des artistes bretons.
En 1906, il reçoit les Palmes académiques.

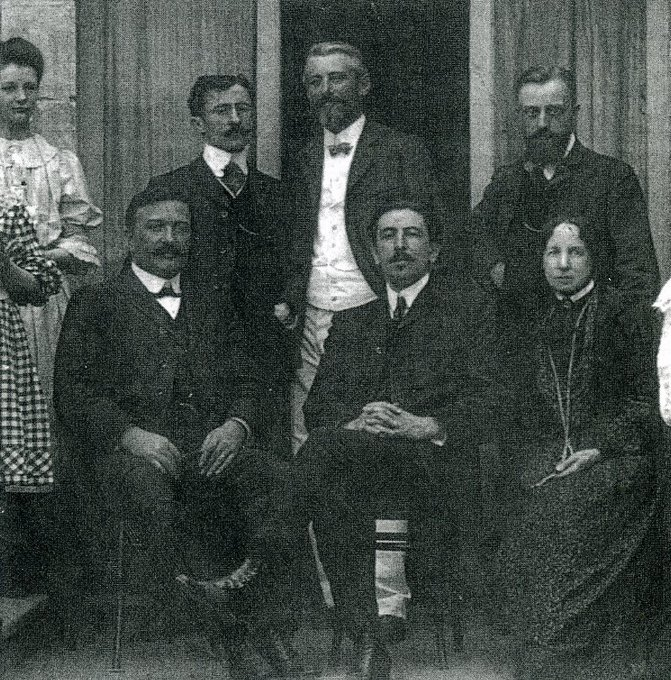
Émile Gaucher, debout en gilet blanc, derrière Emmanuel Fougerat assis au centre. Photographie parue dans Les Annales de Nantes et du Pays nantais, no 290, 2003.

Il subit en août 1907 les premières attaques d’une encéphalite incurable, maladie qui l’obligera à quitter Nantes pour se reposer à Challans, où il mourra le 21 mai 1909.

## Œuvres
- 1894 : première participation au Salon des artistes français, au Grand Palais. Le Réveil y obtint une mention honorable puis une médaille d’or à L’Exposition nationale d’Angers en 1895 (musée des Beaux-Arts de Nantes).
- 1895 : envoi au Salon d’une statue de David remarquée mais qui ne reçoit pas de récompense.
- 1897 : La Loire navigable, maquette d’un vase en plâtre, fut exposée au Salon des artistes français avant d’être fondue en bronze et offerte au président Félix Faure, en visite à Nantes, par la chambre de Commerce de Nantes et les membres de la municipalité faisant partie du Comité de la Loire navigable (mairie de Saint-Romain de Colbosc).
- 1901 : Le Vent et la Vague, groupe en plâtre destiné à être envoyé au Salon. Émile Gaucher y renonce en apprenant que le sujet avait déjà été présenté par un autre artiste.
- 1902 : Le groupe Ursus et l’Aurochs est accepté et remarqué au Salon des artistes français (musée des Beaux-Arts de Nantes). Le Joueur de Hie, plâtre polychrome.
- 1903 : maquette du Bardage d’un bloc de granit. Une première petite esquisse en plâtre est présentée à la cinquième Exposition des artistes bretons au Croisic. Une seconde maquette en plâtre est envoyée au Salon des artistes français. La réalisation d’un haut-relief en plâtre sera offerte par l’artiste à sa ville natale (musée des Beaux-Arts de Blois).
- 1905 : La Forge ou Les Forgerons, haut-relief en plâtre.
- 1906 : Le Remords de Caïn présenté au Salon de 1907 (école des beaux-arts de Nantes).
- 1894 à 1895 : Émile Gaucher participe à la décoration intérieure de la brasserie nantaise La Cigale.
- 1896 : premier prix du concours pour la réalisation en marbre blanc du Monument à Élie Delaunay (musée des Beaux-Arts de Nantes).
- 1897 : Monument à Jeanne d’Arc, maquette de statue équestre, deuxième prix des lauréats au concours remporté par Charles-Auguste Lebourg[2] pour le monument destiné à la place des Enfants-Nantais à Nantes.
- 1898 : Monument au général Charrette (Couffé).
- 1899 : Noël, ou La Naissance du Christ, haut-relief, église de Saint-Philbert-de-Grand-Lieu.
- 1901 : piédestaux du Monument à Chassaignac et du Monument à Maisonneuve (Hôtel-Dieu de Nantes). Les bustes en bronze, envoyés à la fonte sous le régime de Vichy, étaient l'œuvre de Georges Bareau[3].
- 1902 : maquette de La Pacification de la Vendée, monument destiné à Challans.
- 1907 : Monument à Francis Robert, 1907, groupe en bronze, Ancenis. Envoyé à la fonte sous le régime de Vichy[4]. Le groupe en plâtre de La Charité, figurant au pied du piédestal, fut présenté au Salon des artistes français de 1905.
- Émile Gaucher exécute de nombreux bustes, dont ceux de Georges Lafont (architecte), Caillé père, le docteur Lerat, Émile Fougerat, peintre et directeur de l’école des beaux-arts de Nantes.

Œuvres d'Émile Gaucher
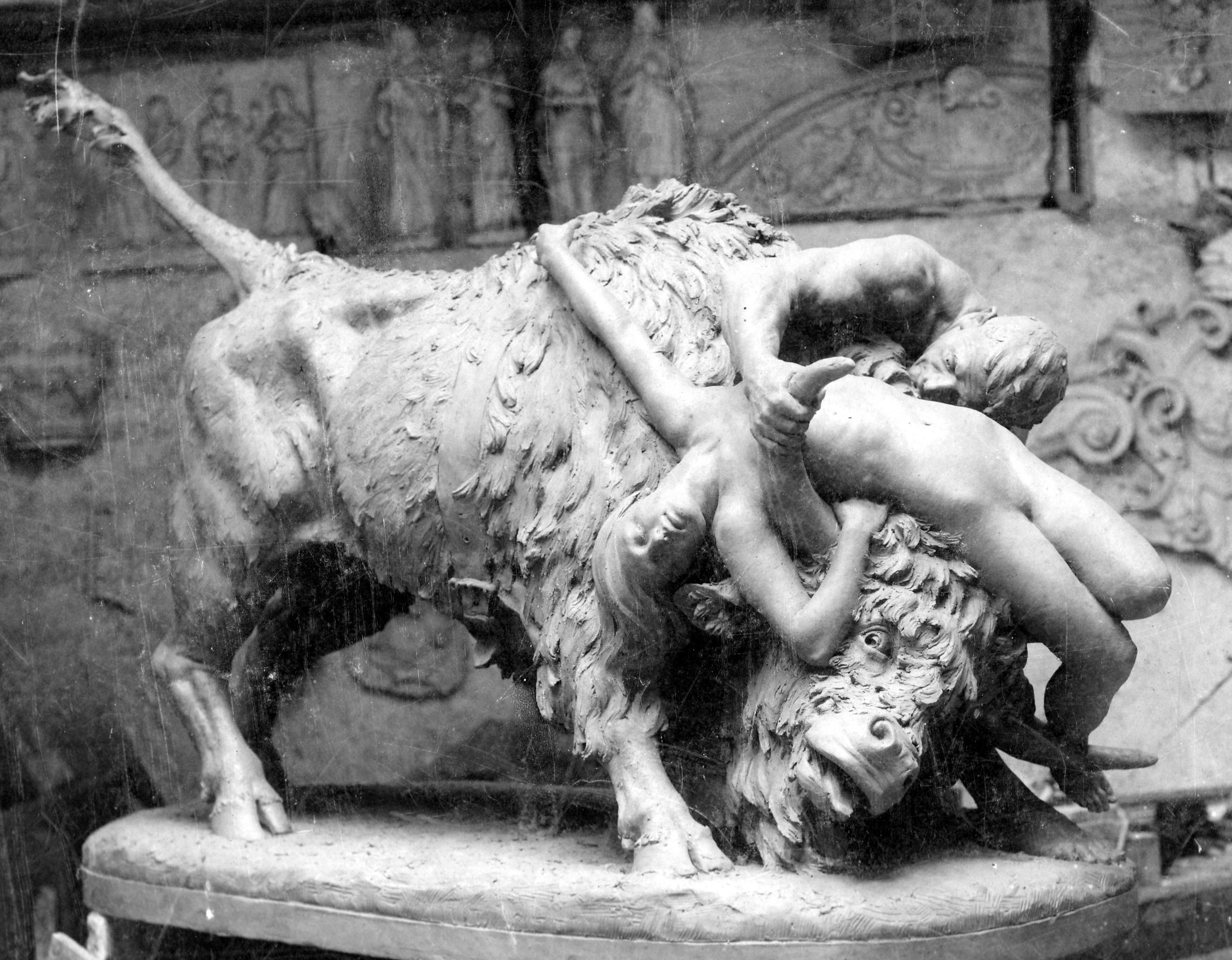
Ursus et l’Aurochs (1902), modèle en terre.
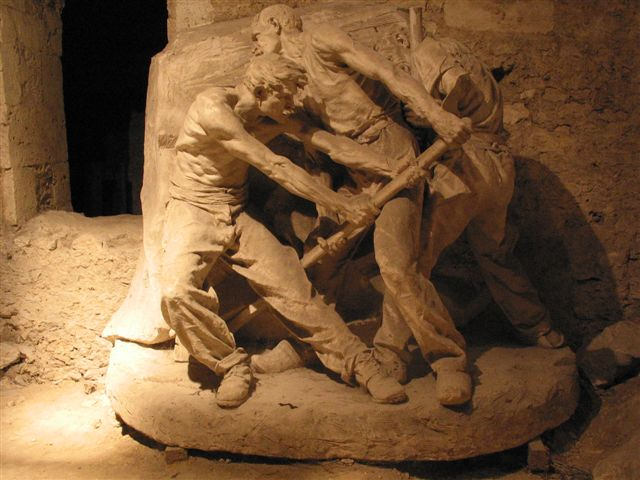
Le Bardage d'un bloc de granit, musée des Beaux-Arts de Blois.
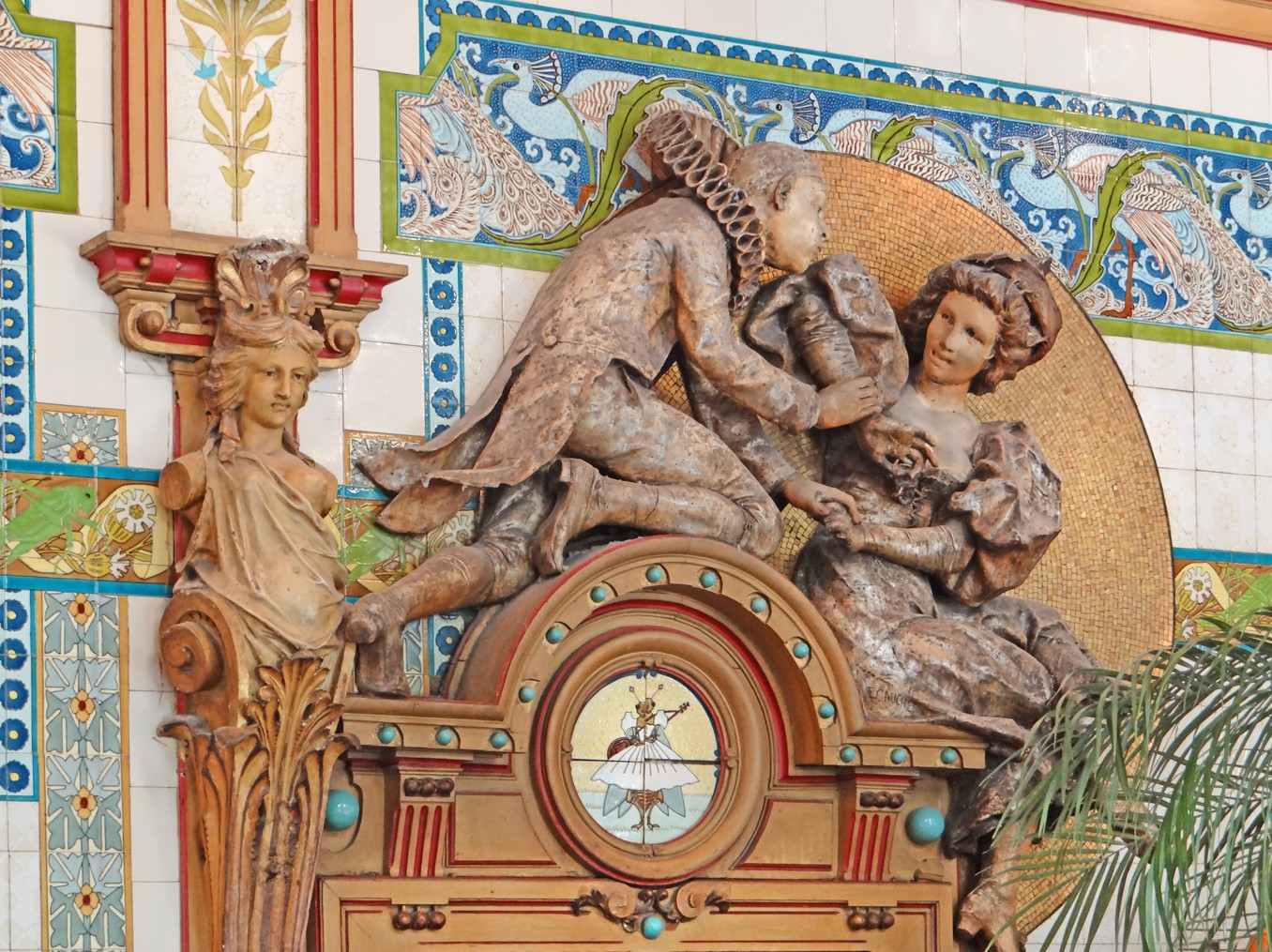
Pierrot et Colombine, Nantes, brasserie La Cigale.
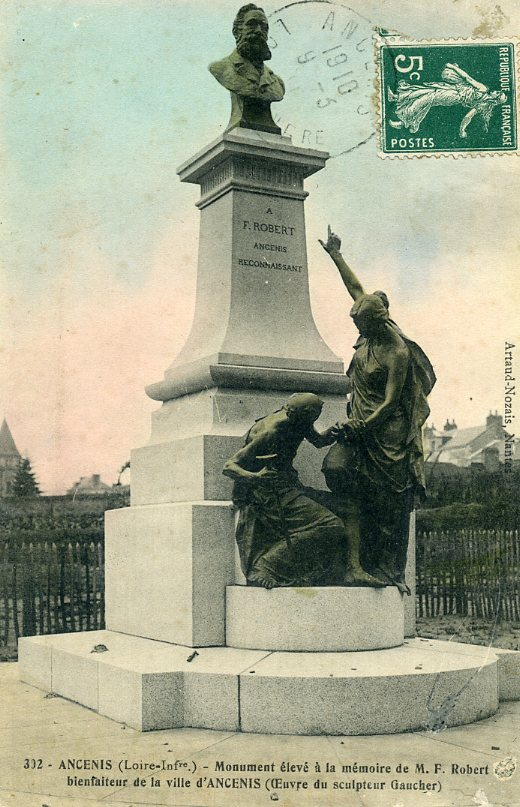
Monument à Francis Robert (1907), Ancenis (détruit).
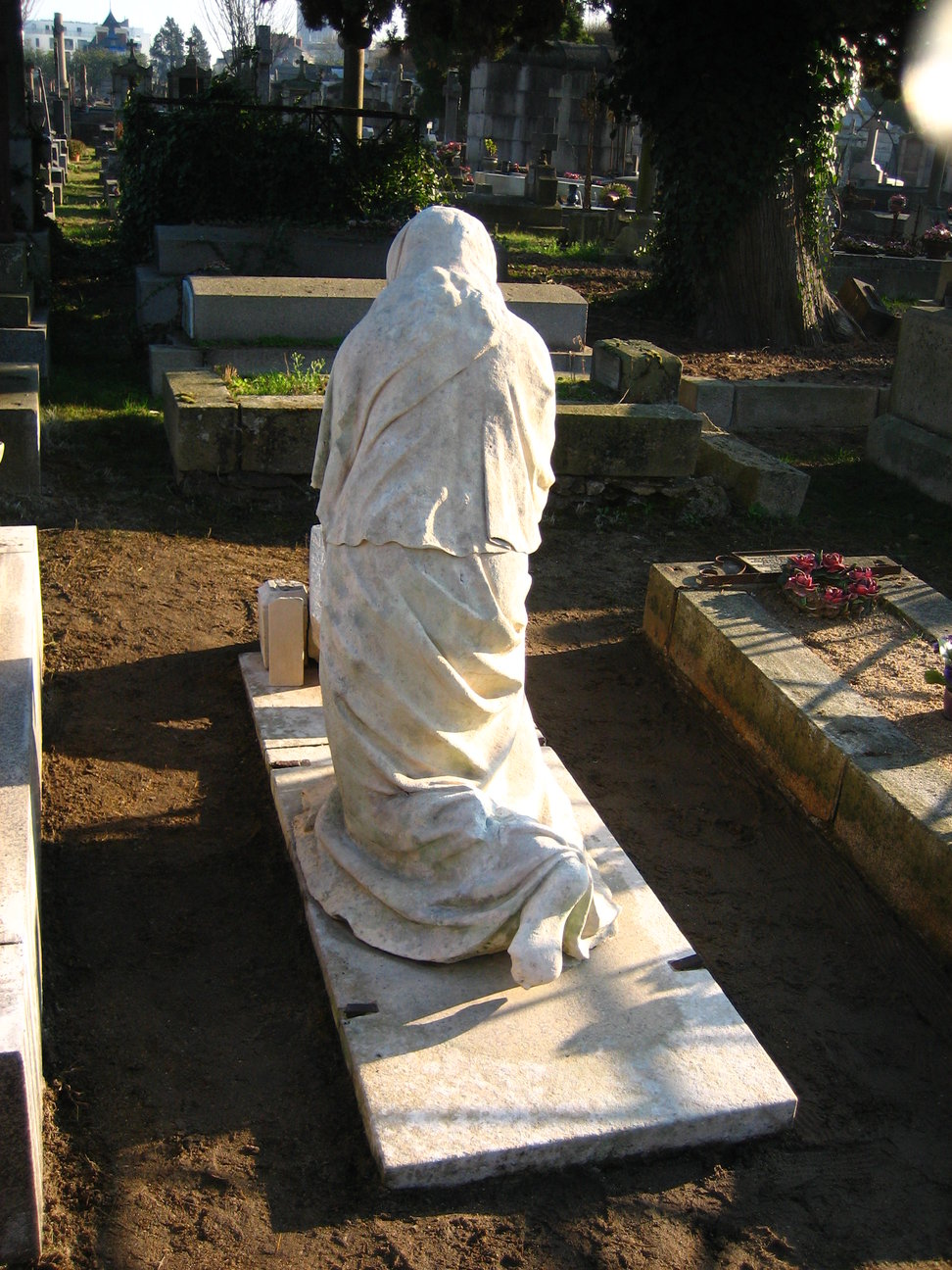
Pleureuse, Nantes, cimetière Miséricorde.